# عدندجب
عَدنِدجِب (به معنای «حوروسی با قلب شجاع») که عَدنِد-اِب و عج‌اِب هم نوشته می شود، نام حوروسی ششمین پادشاه دودمان نخست مصر باستان بود. مانثون او را با نام «Miebîdós» یاد می‌کند و طول دوران فرمانرواییش را ۲۶ سال ذکر می‌کند. فهرست پادشاهان تورین اما این دوره را ۷۴ سال عنوان می‌کند. مصرشناسان و تاریخ‌دانان کنونی هر دو تاریخ را مبالغه می‌دانند و دوران واقعی فرمانروایی او را میان ۸ تا ۱۰ سال به‌شمار می‌آورند.

## زندگی
بنا بر یافته‌های باستان‌شناسی، عدندجب نشان پادشاهی نویی ابداع کرد که شاید بتوان آن را نوعی کامل‌کننده نشان نیسوت-بیتی دانست: نبویی نوعی نشان نوین است با دو شاهین. این به معنای «دو خدای» است: یکی حوروس و دیگری ست. این نشان همچنین اشاره‌ای به دو مصر علیا و سفلی دارد. گمان بر این می‌رود که عدندجب با این نشان فرمانروایی خود بر مصر یکپارچه را قانونی اعلام می‌کرد.
نوشته‌های بر روی ظرف‌های سنگی نشان می‌دهند که عدندجب جشن هبسد (Hebsed) را برای دو بار برگزار کرده‌است؛ جشنی که برای بار نخست پس از ۳۰مین سال پادشاهی یک فرعون گرفته می‌شد و هر ۱۰ سال یکبار تکرار می‌شد. با این حال بررسی‌های تازه نشان می‌دهند که هر آنچه که نام عدندجب و جشن هبسد را در کنار هم نشان می‌داده از درون گور دِن بیرون آورده شده‌است. به نظر می‌اید که عدندجب بی آنکه هبسدی داشته باشد، به سادگی نام دِن را پاک کرده و نام خود را به جای آن نشانده. از این رو مصرشناسان احتمال می‌دهند که دوران فرمانروایی او کوتاه بوده باشد. همچنین به نظر می‌آید که پایان دوران عدندجب با خشونت همراه بوده باشد.

## آرامگاه
آرامگاه عدندجب در ابیدوس حفاری شده و با نام «گور X» شناخته می‌شود. اندازه این آرامگاه کوچک است و کوچک‌ترین گور مربوط به خاندان پادشاهی در منطقه به‌شمار می‌رود. دور اتاق خاکسپاری را ۶۴ گور دیگر گرفته‌اند و اتاق توسط دیواری به دو بخش تقسیم می‌شود. تا پایان دودمان نخست رسم بر این بود که خانواده و دربار پادشاه پس از مرگ او دست به خودکشی می‌زدند یا کشته می‌شدند تا به همراه شاه در گورستان خانوادگیش به خاک سپرده شوند.

## نگارخانه

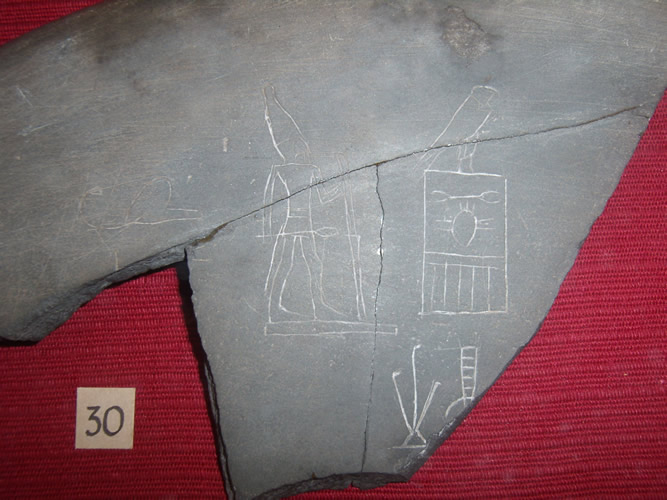
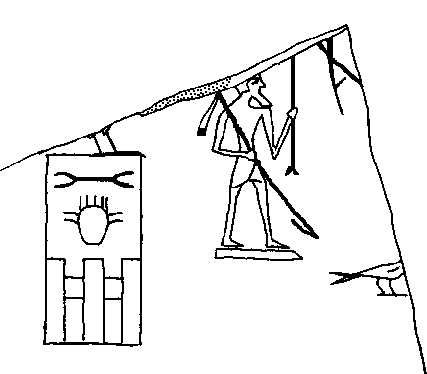